# Grand derby de Moscou
Le Grand derby de Moscou (en russe : Главное московское дерби) est le nom généralement donné à la rivalité entre le CSKA Moscou et le Spartak Moscou, deux des principaux clubs de football de la capitale russe, Moscou. Cette rencontre oppose le CSKA, qui a longtemps été le club de l'Armée rouge, au Spartak, club le plus populaire de Russie et surnommé « l'équipe du peuple ».
Les duels entre les deux formations ont souvent été déterminants dans la course au titre national, puisque ces deux clubs ont remporté une trentaine de championnats de Russie et championnats d'URSS confondus. Sur le plan européen, l'avantage revient au CSKA ; les Hommes de l'armée ayant gagné la Coupe UEFA 2004-2005.